# Ana Serradilla
Ana Isabel Serradilla García (Ciudad de México, 9 de agosto de 1979) es una actriz mexicana, conocida por interpretar el papel de Griselda Blanco en la telenovela La viuda negra.

## Biografía
De raíces españolas en concreto madrileñas, y en la que ella vivió hasta los 10 años, es la primera en su familia nacida en territorio mexicano.

## Carrera artística
Los inicios de su carrera se dan cuando estaba estudiando el quinto semestre de la carrera de Diseño Gráfico en la Universidad Intercontinental, los cuales interrumpe para entrar al Centro de Formación Artística (CEFAC) de TV Azteca entre agosto y noviembre de 1997.
En 1998, protagoniza la versión mexicana de la telenovela argentina Chiquititas, producida por TV Azteca y Telefe.
En 1999, mientras continúa sus estudios en el CEFAC, forma parte de la telenovela La vida en el espejo en donde interpreta a "Paulita", novia del personaje interpretado en ese melodrama por Diego Luna.
Al mismo tiempo forma parte de otras series como Embrújame (versión mexicana de Bewitched) y Momento de decisión, esta última producida por Argos.
En ese mismo año destaca en el cortometraje El duende del reloj dirigida por Tomás Farkas y premiado en numerosos festivales destacando el Festival Internacional de Milán.
En el 2001, participa en la telenovela Cuando seas mía, al lado de figuras de la talla de Anette Michel, Silvia Navarro, Rodrigo Abed, y otras, interpretando el rol de "Daniela Sánchez Serrano", hermana del personaje interpretado por Sergio Basañez, además de tomar parte de obras teatrales como Relaciones peligrosas y El amor desde el punto de vista de Camilo Sesto.
Es durante el 2001, cuando protagoniza su primera película: Un mundo raro, donde interpreta a Dianita 'la chica de las vueltecitas', una sátira de una típica edecán en televisión, además de participar en campañas publicitarias de diversas marcas comerciales en México.
Entre septiembre del 2003 y marzo del 2004, forma parte de la telenovela Mirada de mujer, el regreso, segunda parte de la controvertida telenovela de 1997 Mirada de mujer, al lado de actores y actrices importantes como Angélica Aragón, Ari Telch, Evangelina Elizondo, Rodrigo Abed, Iliana Fox y Mauricio Ochman, entre varios más, interpretando el papel de "Carolina".
Al mismo tiempo toma parte de la obra teatral Baño de mujeres, criticada por diversos sectores por su contenido lésbico.
Durante el 2004, le ofrecieron tomar parte de proyectos como la obra Van Gogh en Brighton, el corto Zena y los filmes Vecinos a distancia, Malverde o Palmera urbana, que no se llegaron a concretar.
En el 2005, protagonizó la miniserie Tan infinito como el desierto sobre los feminicidios en Ciudad Juárez, además de protagonizar la telenovela Las Juanas, remake de la novela colombiana de 1997 del mismo nombre producida por la emisora RCN Televisión.
De esta actriz está todavía por estrenarse el filme Corazón marchito, el cual protagoniza con el actor Mauricio Ochman, además participó en el más reciente vídeoclip del grupo de rock mexicano Elefante, Durmiendo con la luna.
Formó parte del elenco de Línea nocturna (miniserie, 13 capítulos) como coprotagonista, en una historia estilo thriller y suspenso. Producida por Enrique Quintero, dirigida por Alejandro Macias y Tony Castro / Canal_Once, Instituto Politécnico Nacional, México / 2006.
En noviembre de 2006, finalizó su más reciente participación en la pantalla chica Campeones (2006) interpretando el papel de Isabel Chaparro en el que compartió el escenario con Anna Ciocchetti.
En diciembre de ese mismo año se estrena la exitosa película Cansada de besar sapos. En ella interpreta a una chica cansada de los hombres que se convierte en "hombreriega". Rápidamente, el filme tiene buenas críticas por diferentes medios, considerándola una de las mejores comedias contemporáneas hechas en México.
En 2007, participó en la película dirigida y actuada por Gael García Bernal, Defícit, compartiendo créditos además con Fernanda Castillo, Luz Cipriota, Dagoberto Gama y Juan Pablo Medina, por mencionar algunos. Interpretó a Emilia ese mismo año en la película mexicano-chilena El brindis, donde es una fotógrafa que viaja a Chile a visitar a su padre, a quien casi no ha visto en su vida. La película fue premiada como Mejor película en el Festival de cine Tulipanes Latino y obtuvo el premio del público en el Festival Internacional de cine de San Diego.
En 2008, participó en la serie de televisión Amas de casa desesperadas versión en español de Desesperate Housewives interpretando a Gabriela Solís, contando con solo una temporada de 24 episodios producidos por Univisión, transmitida originalmente en USA el 10 de enero de 2008, en México se transmitió en 2008 por Azteca 13 de Televisión Azteca.
Además filmó en la Rivera Maya la película All Inclusive, del director Rodrigo Ortúzar Lynch, en donde compartió elenco con los mexicanos Jesús Ochoa, Edgar Vivar y Martha Higareda, y las chilenas Valentina Vargas y Leonor Varela. Dentro del elenco contó con la participación de la española Mónica Cruz.
En 2008, volvió a la televisión protagonizando la telenovela de Azteca Deseo prohibido, en la que compartió pantalla con el actor Aldemar Correa. 
En 2010, la actriz participó en la serie de TV Azteca, Drenaje profundo.
En 2011, puso voz a Holley Shiftwell en el doblaje latino de Cars 2.

## Trayectoria

### Telenovelas
| Año       | Título                        | Personaje                        |
| --------- | ----------------------------- | -------------------------------- |
| 1998-1999 | Chiquititas                   | Belén Fraga                      |
| 1999-2000 | La vida en el espejo          | Paula "Paulita" Giraldo de Román |
| 2000      | Lo que callamos las mujeres   | Daniela                          |
| 2001-2002 | Cuando seas mía               | Daniela Sánchez Serrano          |
| 2003      | Lo que callamos las mujeres   | Cecilia                          |
| 2003-2004 | Mirada de mujer, el regreso   | Carolina Báez                    |
| 2004-2005 | Las Juanas                    | Juana Valentina Nájera           |
| 2005      | Tan infinito como el desierto | Érika                            |
| 2006      | Campeones de la vida          | Isabel                           |
| 2007      | Línea nocturna                | Dra. Ana Lilia Armendáriz        |
| 2008      | Deseo prohibido               | Lucía Santos                     |
| 2008      | Amas de casa desesperadas     | Gabriela Solís                   |
| 2010-2011 | Drenaje profundo              | Yamel                            |
| 2013      | Alguien más                   | Irene                            |
| 2014      | La viuda negra                | Griselda Blanco "La viuda negra" |
| 2015      | La esquina del diablo         | Ana García / Sara Robles         |
| 2016      | La viuda negra 2              | Griselda Blanco                  |
| 2018      | Rubirosa                      | Candelaria Benavente             |
| 2019      | Doña Flor y sus dos maridos   | Flor Méndez                      |
| 2022      | ¿Quién cocina esta noche?     | Ella misma                       |
| 2022      | La rebelión                   | Alejandra                        |
| 2024      | Las hermana Guerra            | Perla Guerra                     |
| 2024      | Ahora que no estás            | Mia Ferrer                       |

### Cine
| Año  | Título                         | Personaje            |
| ---- | ------------------------------ | -------------------- |
| 2001 | Un mundo raro                  | Diana Palacios       |
| 2006 | Sexo amor y otras perversiones | Mirtha               |
| 2006 | Cansada de besar sapos         | Martha               |
| 2007 | El brindis                     | Emilia               |
| 2007 | Corazón Marchito               | Ella                 |
| 2007 | Eros una vez María             | María                |
| 2008 | Déficit                        | María                |
| 2008 | All inclusive                  | Macarena             |
| 2009 | Eurofia                        | Ana                  |
| 2010 | preludio                       | Ella                 |
| 2011 | La otra familia                | Ivana                |
| 2011 | Pastorela                      | Monja                |
| 2012 | Espacio Interior               | María                |
| 2012 | Luna escondida                 | Miranda Ríos         |
| 2018 | Rubirosa                       | Candelaria Benavente |
| 2018 | El año de la plaga             | Irene                |
| 2019 | Nebaj                          | Nicole               |
| 2019 | La boda de mi mejor amigo      | Julia                |
| 2019 | Welcome to Acapulco            | Adriana              |
| 2019 | El hubiera sí existe           | Elisa                |
| 2023 | A todas partes                 | Gabriela             |

### Cortometrajes
| Año  | Título              | Personaje |
| ---- | ------------------- | --------- |
| 2000 | El duende del reloj | -         |
| 2006 | Amor de Madre       | -         |
| 2013 | Buenos amigos       | -         |

## Premios y nominaciones

### Premios Diosas de Plata
| Año  | Categoría    | Película       | Resultado |
| ---- | ------------ | -------------- | --------- |
| 2012 | Mejor actriz | Luna escondida | Ganadora  |

### Kids Choice Awards México
| Año  | Nominación      | Resultado |
| ---- | --------------- | --------- |
| 2012 | voz de película |           |

### Premios Talento Caracol
| Año  | Categoría                | Telenovela o Serie | Resultado |
| ---- | ------------------------ | ------------------ | --------- |
| 2015 | Mejor Actriz Protagónica | La viuda negra     | Ganadora  |

### Premios CANACINE
| Año  | Categoría               | Película        | Resultado |
| ---- | ----------------------- | --------------- | --------- |
| 2012 | Actriz Mexicana del Año | La Otra Familia | Ganadora  |

### Premios Barbie
| Año  | Categoría                  | Resultado |
| ---- | -------------------------- | --------- |
| 2013 | Mujeres mexicanas exitosas | Ganadora  |

### Reconocimiento XV años de trayectoria
| Año  | Categoría              | Obra                   | Resultado  |
| ---- | ---------------------- | ---------------------- | ---------- |
| 2012 | XV años de trayectoria | La venus de las pieles | Reconocida |